# Edílson
Edílson (født 17. september 1970) er en tidligere brasiliansk fodboldspiller.

## Brasiliens fodboldlandshold
| Brasiliens landshold | Brasiliens landshold | Brasiliens landshold |
| År                   | Kmp                  | Mål                  |
| -------------------- | -------------------- | -------------------- |
| 1993                 | 2                    | 0                    |
| 1994                 | 0                    | 0                    |
| 1995                 | 0                    | 0                    |
| 1996                 | 0                    | 0                    |
| 1997                 | 0                    | 0                    |
| 1998                 | 0                    | 0                    |
| 1999                 | 0                    | 0                    |
| 2000                 | 2                    | 0                    |
| 2001                 | 7                    | 4                    |
| 2002                 | 10                   | 2                    |
| Total                | 21                   | 6                    |